# 곽영일
곽영일(郭英一, 1957년 10월 7일 ~ )은 대한민국의 영어 강사이자 방송인 겸 저술가이다.

## 학력
- 고려대학교 응용언어학석사[M.A]
- 고려대학교 응용언어학박사[Ph.D]
- 미국 Oklahoma주립대학원(O.U.)수학.
- 미국 U.C. Berkely대학원[HAAS]연수.
- 미국 Stanford 경영대학원 연수.

## 출연작

### TV 프로그램
- KBS2 폭소대작전 (1993)
- KBS2 TV는 사랑을 싣고 (2002)

### 라디오
- MBC-FM 영어강사(1985-'86)
- KBS-FM즐거운팝송영어M.C(1987)
- KBS-FM 굿모닝 팝스 M.C.(1988-'90)
- KBS-TV 서울올림픽캘린더 영어MC.(1988)
- KBS 라디오서울'가로수를누비며'MC(1988)
- KBS-FM 달리는 FM DJ (1990-'91)
- 걸프전CNN뉴스동시통역(1991)
- KBS-FM추억의골든팝스DJ(1993-'97)
- KBS-TV영어강사(1992-'93)
- [MBCTV] 굿모닝 잉글리시(1994)
- 세계음악박람회최우수DJ수상(China 1996)
- SBS Power-English(1999-'01)
- KBS라디오팝스프리덤DJ(2012-2018)
- TBN 곽영일의 팝스 하이웨이 DJ(2018-2021)

### 광고
- 1993년 롯데제과 디저트 (Feat. 권영찬)
- 1997년 KT 국제전화 001 (Feat. 이주일, 하청일, 신성일)
- 곽영일ABC 전화영어(2007)
- 곽영일 Fun Fun 전화영어(2016)

## 강의 경력
- 시사영어학원강사(1982-1989)
- 파고다외국어학원강사(1990-1994)
- 금호그룹/국민은행/쌍용/POSCO/농협/Asiana항공/한진해운/LG 영어특강(1992-2010)
- SDU 겸임교수(2005-2016)
- 아주대테솔대학원특강(2008-2010)

2020년현재
- 경희사이버대 겸임교수(2015-2019)
- 세종사이버대 겸임교수(2016-2020)
- 고려대학교.외래교수(2018-2019)
- 단국대학교  겸임교수(2014-2020)

## 수상
- 1996년 1월중국 광동 세계음악박람회 최우수 영어 D.J상
- 2014년 1월 서울교육방송 가장 아름다운 인물들 영어교육공헌대상
- [2019년12월]한국방송인클럽 제정 교육부문 대상